# Chonocephalus gilli
Chonocephalus gilli är en tvåvingeart som beskrevs av Ronald Henry Lambert Disney 2008. Chonocephalus gilli ingår i släktet Chonocephalus och familjen puckelflugor.
Artens utbredningsområde är Panama. Inga underarter finns listade i Catalogue of Life.